# 吉野家一号店

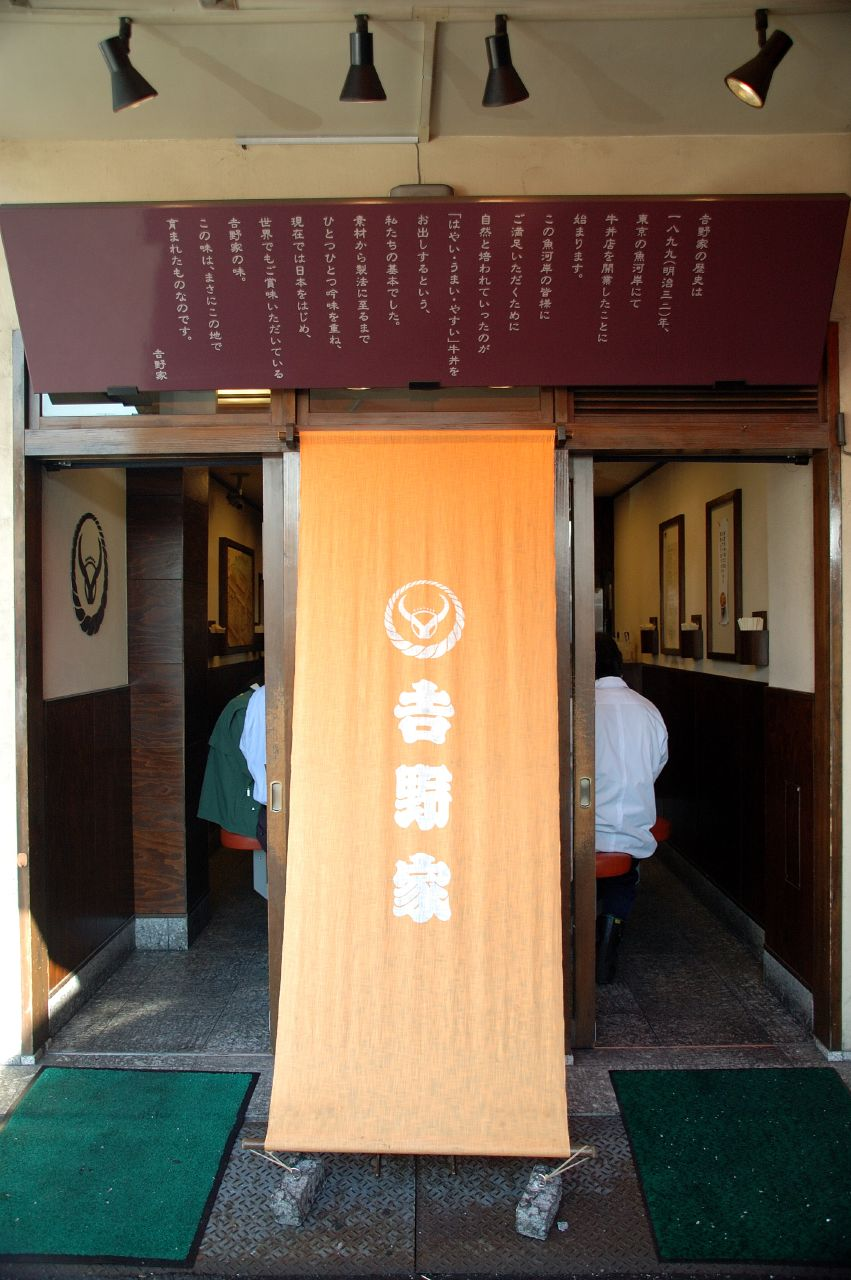
築地一号店

吉野家一号店（よしのやいちごうてん）は、2018年まで東京都中央区築地の築地市場内で営業していた、吉野家の第一号店舗「吉野家 築地店」の通称である。

## 沿革
料亭で働く松田栄吉は、当時流行し始めていた「牛めし」に目をつけ、1899年に東京都中央区日本橋の魚市場で個人商店を開業した。1923年の関東大震災後に魚市場とともに築地へ移転したが、1945年の東京大空襲で焼失し、戦後すぐに屋台で営業を再開した。まもなく栄吉の子息の松田瑞穂は店を継ぐと、再び市場近くで店を開くために築地の人脈を頼りに尽力し、立地条件の良い角地を得て1947年に店舗を再開し、のちに吉野家一号店「築地店」となる。当時の牛丼はうな重と同様にやや高級であったが、一日に5万人が訪れる築地市場で味の良さで評判を得て繁盛し、当時は新奇な24時間営業も、深夜や早朝から慌しい市場関係者に歓迎された。
瑞穂は1958年に吉野家を株式会社として登記し、客席15の店で1日に客数1000人以上を扱い、年商を6倍にして1億円とする目標を定めた。品質を維持しながら客席の回転数を上げるために創意工夫を重ね、品書きは牛丼のみで、具は牛肉と玉葱のみ、従業員は体力のある男性を主力に、調理手順の教育を徹底する、牛肉を練馬の畜産工場で加工し、店舗は盛り付けに注力するなど様々な新機軸を実践した。1959年に数10メートル離れた東京都中央区築地5-2-1 1号館へ移転し、2018年に閉店するまで営業した。1965年に年商1億の目標を達成し、事業を拡大するため1968年に新橋店で2号店を開店した。
2004年に牛海綿状脳症 (BSE) の流行で米国産牛肉が調達不可能となり、一時は牛丼の記載がない品書きとなるが、一号店だけは国産牛で牛丼の提供を続けた。アルバイトから勤め始めて会長まで昇格した「ミスター牛丼」の安部修仁も、一号店で勤務経験がある。
一号店は、2018年時点で国内外2000店を超える吉野家の愛好客らから、「“吉牛”発祥の地」「聖地」として長らく親しまれた。築地市場が豊洲市場へ移転するため2018年10月6日に閉店し、当日は入店を待つ客が長蛇の列となり話題になった。実質的な後継店舗として10月11日に豊洲市場店が新規開店し、一号店ではないが一号店の独自オペレーションを多く引き継いだ。
店舗跡近傍の波除稲荷神社に、大きく「吉野家」と刻んだ記念石碑が2016年に奉納されており、築地に一号店があったことを伝えている。

## 店舗
営業時間は5時から13時まで、日曜日は定休日であった。現在の豊洲市場店も同様である。
開店当初から、従業員の動線が効率的なコの字型カウンターに客席を配し、コの字型カウンターの発祥と言われる。
客の注文に応じて食器の色を使い分けて会計し、吉野家全店でPOSシステムを導入後も変更せずに継続した。豊洲市場店も、他店と同じ丼ながら同じ方式で会計する。
仲卸に勤めるせっかちな客の立ち喰いに利便を計らい、木箱の箸入れを壁面に設け、カウンター席の客は後ろを振り向いて箸を取る。手狭な店内を効率的に使う工夫で、一号店の歴史的シンボルとされた。
一号店は味覚が肥えた顧客が多いことから、高い技術を有する社員が店長に就くことが常とされ、数百人の常連客の顔と注文内容を記憶して代々の店長が引き継ぎ、客が黙っていても好みのメニューを提供した。

### 裏メニュー
他店は扱わない、一号店独自の「特殊注文」である。食品市場の味覚が肥えた顧客に対応するため始めた。
- ネギだく - タマネギを多く盛ったもの[5]。
- トロだく - 脂身の多い肉を増やして盛ったもの[1][5]。
- トロぬき - 脂身の多い肉を減らして盛ったもの[1]。
- かるいの - 白飯を少なめにしたもの[1]。
- にくした - 丼の底に敷いた肉の上から白飯を盛ったもの[1]。タレが染みていない白飯を好む人[5]の「裏中の裏メニュー[1]」。
- ツメシロ - 冷ました白飯に具を盛りつけたもの[7]。急いで食する客に配慮したもの[7]。
- アツシロ - 通常より熱くした白飯に具を盛りつけたもの[7]。

一号店がアタマ（具）の大盛りを初めてメニューに記載した。
豊洲市場店も裏メニューを受け継ぐ予定だが、営業を軌道に乗せるために2018年内は裏メニューの提供を見送る。